# Discographie des Angels and Airwaves
Angels and Airwaves est un groupe américain de rock alternatif formé en 2005. Le groupe a sorti quatre albums studio.

## Albums

### Studio
| Année | Détails album                                       | Position chart | Position chart | Position chart | Position chart | Position chart | Position chart | Position chart | Position chart | Position chart | Position chart | Certifications            |
| Année | Détails album                                       | USA            | AUS            | AUT            | CAN            | FRA            | ALL            | IRE            | PB             | NZ             | GBR            | Certifications            |
| ----- | --------------------------------------------------- | -------------- | -------------- | -------------- | -------------- | -------------- | -------------- | -------------- | -------------- | -------------- | -------------- | ------------------------- |
| 2006  | We Don't Need to Whisper - Producteur : Tom DeLonge | 4              | 8              | 30             | 3              | 82             | 18             | 23             | 62             | 29             | 6              | - : Or - : Argent - : Or  |
| 2007  | I-Empire - Producteur : Tom DeLonge                 | 9              | 31             | —              | 5              | —              | 77             | 70             | —              | —              | 29             | - : 260 000               |
| 2010  | Love - Producteur : Tom DeLonge                     | 67             | 67             | —              | —              | —              | —              | —              | —              | —              | —              | - 700 000 téléchargements |
| 2011  | Love: Part Two - Producteur : Tom DeLonge           | 30             | 67             | 80             | 83             | —              | —              | —              | —              | —              | —              |                           |
| 2014  | The Dream Walker - Producteur : Tom DeLonge         | —              | —              | —              | —              | —              | —              | —              | —              | —              | —              |                           |
| 2021  | Lifeforms - Producteur : Tom DeLonge                | —              | —              | —              | —              | —              | —              | —              | —              | —              | —              |                           |

### EPs
| Année | Titre |
| ----- | --- |
| 2012  | Stomping the Phantom Brake Pedal - Date de sortie : 18 décembre 2012 - Label : To the Stars Records - Producteur : Tom Delonge |
| 2015  | ... Of Nightmares - Date de sortie : 4 septembre 2015 - Label : To the Stars Records                                           |
| 2016  | Chasing Shadows - Date de sortie : 8 avril 2016 - Label : To the Stars Records - Producteur : Tom Delonge et Aaron Rubin       |

### Demos
| Année | Titre                    | Type             |
| ----- | ------------------------ | ---------------- |
| 2006  | We Don't Need to Whisper | Internet version |
| 2007  | I-Empire 5 chanson promo | CD               |

## DVD
| Année | Titre             | Type         |
| ----- | ----------------- | ------------ |
| 2008  | Start the Machine | Documentaire |
| 2011  | Love              | Film         |

## Singles
| Année | Titre                   | Chart positions | Chart positions | Chart positions | Chart positions | Chart positions | Chart positions | Album                            |
| Année | Titre                   | US              | US Alt.         | US Pop          | GER             | IRE             | UK              | Album                            |
| ----- | ----------------------- | --------------- | --------------- | --------------- | --------------- | --------------- | --------------- | -------------------------------- |
| 2006  | The Adventure           | 55              | 5               | 51              | 82              | 47              | 20              | We Don't Need to Whisper         |
| 2006  | It Hurts                | —               | —               | —               | —               | —               | 59              | We Don't Need to Whisper         |
| 2006  | Do It for Me Now        | 118             | 21              | —               | —               | —               | —               | We Don't Need to Whisper         |
| 2006  | The War                 | 113             | 19              | —               | —               | —               | 86              | We Don't Need to Whisper         |
| 2007  | Everything's Magic      | 104             | 11              | 92              | —               | —               | 103             | I-Empire                         |
| 2008  | Secret Crowds           | 116             | 39              | —               | —               | —               | —               | I-Empire                         |
| 2008  | Breathe                 | —               | —               | —               | —               | —               | —               | I-Empire                         |
| 2009  | Hallucinations          | —               | —               | 99              | —               | —               | —               | Love                             |
| 2011  | Epic Holiday            | —               | —               | —               | —               | —               | —               | Love                             |
| 2011  | Anxiety                 | —               | —               | —               | —               | —               | —               | Love: Part Two                   |
| 2011  | Surrender               | —               | 35              | —               | —               | —               | —               | Love: Part Two                   |
| 2012  | Reel 1 (Diary)          | —               | —               | —               | —               | —               | —               | Stomping the Phantom Brake Pedal |
| 2013  | Surrender (Remix)       | —               | —               | —               | —               | —               | —               | Stomping the Phantom Brake Pedal |
| 2014  | Paralyzed               |                 |                 |                 |                 |                 |                 | The Dream Walker                 |
| 2014  | The Wolfpack            |                 |                 |                 |                 |                 |                 | The Dream Walker                 |
| 2015  | Tunnels                 |                 |                 |                 |                 |                 |                 | The Dream Walker                 |
| 2016  | Artillery               |                 |                 |                 |                 |                 |                 | Chasing Shadows                  |
| 2016  | Chasing Shadows         |                 |                 |                 |                 |                 |                 | Chasing Shadows                  |
| 2019  | Rebel Girl              |                 |                 |                 |                 |                 |                 | Lifeforms                        |
| 2019  | Kiss & Tell             |                 |                 |                 |                 |                 |                 | Lifeforms                        |
| 2020  | All That's Left Is Love |                 |                 |                 |                 |                 |                 |                                  |
| 2020  | Paper Thin              |                 |                 |                 |                 |                 |                 | Fallen Embers                    |
| 2021  | Euphoria                |                 |                 |                 |                 |                 |                 | Lifeforms                        |
| 2021  | Restless Souls          |                 |                 |                 |                 |                 |                 | Lifeforms                        |
| 2021  | Losing My Mind          |                 |                 |                 |                 |                 |                 | Lifeforms                        |
| 2021  | Spellbound              |                 |                 |                 |                 |                 |                 | Lifeforms                        |

### Promos
| Année | Titre                    | Label  | Type |
| ----- | ------------------------ | ------ | ---- |
| 2006  | The Adventure            | Geffen | CD   |
| 2006  | It Hurts                 | Geffen | CD   |
| 2006  | The War                  | Geffen | CD   |
| 2006  | Star Of Bethlehem        | Geffen | CD   |
| 2007  | Everything's Magic       | Geffen | CD   |
| 2007  | I-Empire 5 chanson promo | Geffen | CD   |

### Titre internet
| Année | Titre                                    | Label  |
| ----- | ---------------------------------------- | ------ |
| 2006  | The Adventure (Live a Electric Ballroom) | Geffen |
| 2006  | It Hurts (Studio Session)                | Geffen |
| 2006  | Distraction (Live)                       | Geffen |

## Vidéographie
| Année | Video                              | Album                            | Réalisateur(s)                | Producteur            | Lien                                                                |
| ----- | ---------------------------------- | -------------------------------- | ----------------------------- | --------------------- | ------------------------------------------------------------------- |
| 2006  | The Adventure                      | We Don't Need to Whisper         | The Malloys                   | TJ Kearney            | Clip sur Youtube                                                    |
| 2006  | The Adventure (court-métrage)      | We Don't Need to Whisper         | Mark Eaton                    | TJ Kearney            | Clip sur Youtube                                                    |
| 2006  | It Hurts (court-métrage)           | We Don't Need to Whisper         | Ron Najor et Brian Thompson   | TJ Kearney            | Clip sur Youtube                                                    |
| 2006  | Do It for Me Now                   | We Don't Need to Whisper         | Shilo                         | TJ Kearney            | Clip sur Youtube                                                    |
| 2006  | The War (court-métrage)            | We Don't Need to Whisper         | Adam Patch                    | TJ Kearney            | Clip sur Dailymotion                                                |
| 2006  | The War (live)                     | We Don't Need to Whisper         | Mark Eaton                    | Angels and Airwaves   |                                                                     |
| 2006  | The Gift (court-métrage)           | We Don't Need to Whisper         | Mark Eaton                    | TJ Kearney            | Clip sur Youtube                                                    |
| 2007  | Everything's Magic                 | I-Empire                         | Shane Drake                   |                       | Clip sur Youtube                                                    |
| 2007  | Everything's Magic (court-métrage) | I-Empire                         | Mark Eaton                    |                       | Clip sur Youtube                                                    |
| 2008  | Secret Crowds                      | I-Empire                         | Mark Eaton                    |                       | Clip sur Youtube                                                    |
| 2008  | Breathe                            | I-Empire                         | Mark Eaton et Will Eubank     |                       | Clip sur Youtube (version courte) Clip sur Youtube (version longue) |
| 2010  | Hallucinations                     | Love                             | Mark Eaton et Will Eubank     | Nate Kolbeck          | Clip sur Youtube                                                    |
| 2011  | Anxiety                            | Love: Part Two                   | Mark Eaton et Will Eubank     | Nate Kolbeck          | Clip sur Youtube                                                    |
| 2012  | Surrender                          | Love: Part Two                   | Will Eubank                   |                       | Clip sur Youtube                                                    |
| 2013  | Reel 1 (Diary)                     | Stomping the Phantom Brake Pedal | Mark Eaton                    |                       | Clip sur Youtube                                                    |
| 2013  | Surrender (Remix)                  | Stomping the Phantom Brake Pedal | Mark Eaton                    |                       | Clip sur Youtube                                                    |
| 2014  | The Wolfpack                       | The Dream Walker                 | Mark Eaton                    |                       | Clip sur Youtube                                                    |
| 2015  | Tunnels                            | The Dream Walker                 | Tom Delonge                   |                       | Clip sur Youtube                                                    |
| 2019  | Rebel Girl                         | Lifeforms                        | Matt Thompson                 | Angels & Airwaves     | Clip sur Youtube                                                    |
| 2019  | Kiss & Tell                        | Lifeforms                        |                               |                       | Clip sur Youtube                                                    |
| 2020  | All That's Left Is Love            |                                  | Caleb Mallery and Tom DeLonge |                       | Clip sur Youtube                                                    |
| 2020  | Paper Thin (avec Illenium)         | Fallen Embers                    | Kyle Cogan                    | Simian                | Clip sur Youtube                                                    |
| 2021  | Euphoria                           | Lifeforms                        | Tom DeLonge                   | Bad Beard Productions | Clip sur Youtube                                                    |
| 2021  | Losing My Mind                     | Lifeforms                        | Tom DeLonge                   | Bad Beard Productions | Clip sur Youtube                                                    |
| 2021  | Spellbound                         | Lifeforms                        | Tom DeLonge                   | Bad Beard Productions | Clip sur Youtube                                                    |

### Compilations
| Années | Titre                        | Titre          |
| ------ | ---------------------------- | -------------- |
| 2008   | Warped Tour 2008 Compilation | Rite Of Spring |

### Jeux vidéo
| Année | Titre                            | Chanson            |
| ----- | -------------------------------- | ------------------ |
| 2007  | Tony Hawk's Proving Ground       | Secret Crowds      |
| 2008  | Rock Band (Dlc)                  | It Hurts           |
| 2009  | Guitar Hero: On Tour Modern Hits | Call To Arms       |
| 2009  | Band Hero                        | The Adventure      |
| 2009  | Guitar Hero: World Tour (Dlc)    | Everything'S Magic |